# Lee Hyeon-sook
Lee Hyeon-sook (kor. 이현숙, ur. 12 listopada) – koreańska autorka manhw. Zadebiutowała we wrześniu 1992 manhwą Making Friends. Jest znana z prac takich jak Seduction More Beautiful Than Love (opowiadająca o nauczycielce i jej uczniu) oraz Kwiaty grzechu (mroczna historia bliźniąt).
Tytuł Savage Garden ukazuje się w Polsce nakładem wydawnictwa Yumegari. Do stycznia 2015 r. wydano 3 tomy.

Za Kwiaty grzechu odpowiada wydawnictwo Kotori. Pierwszy tom opublikowano w listopadzie 2013 r. Obecnie przetłumaczono 4 tomy serii. 

## Twórczość
- Making Friends (1992)
- Really?! (2001)
- The Shadow of Moon (2001)
- Seduction More Beautiful Than Love (2004)
- Pure Love Stories (2006)
- Kwiaty grzechu (2006)
- Savage Garden (2008)
- Nobody Knows (2011)